# کبوتر طوق‌سفید
 کبوتر طوق‌سفید (نام علمی: Columba albitorques) نام یک گونه از سرده کبوتر است.